# Taeniopteryx angarensis
Taeniopteryx angarensis är en bäcksländeart som först beskrevs av Zapekina-dulkeit 1956.  Taeniopteryx angarensis ingår i släktet Taeniopteryx och familjen vingbandbäcksländor. Inga underarter finns listade i Catalogue of Life.